# 砷酸锂
砷酸锂是一种无机化合物，化学式为Li3AsO4，难溶于水。

## 制备
砷酸锂可由可溶性锂盐和砷酸钠溶液反应得到：
3 Li+ + AsO43− → Li3AsO4↓